# Konsumgütermarketing
Das Konsumgütermarketing befasst sich im Gegensatz zum Investitionsgütermarketing mit Produkten, die an Konsumenten, also Privathaushalte, verkauft werden sollen. Das Marketing für kurzfristige Konsumgüter (so genannte Verbrauchsgüter wie Waschmittel, Lebensmittel, Kaugummi, Pizza usw.) unterscheidet sich deutlich vom Marketing für langfristige Konsumgüter, so genannte Gebrauchsgüter (wie Waschmaschinen, Fernsehgeräte, Wohnmöbel, PKWs usw.).
Manche Hersteller von Markenartikeln investieren einen erheblichen Teil ihrer Gesamtausgaben für Werbung, Marktforschung und/oder Imagepflege (Öffentlichkeitsarbeit); Hersteller von Handelsmarken haben solche Ausgaben nicht.

## Wesen des Konsumgütermarketing
Im Gegensatz zum Investitionsgütermarketing läuft der Kaufentscheidungsprozess oft kürzer und weniger rational ab. Die Transaktionskosten, also die Kosten für die Anbahnung, den Abschluss und die Aufrechterhaltung von Transaktionen sind entsprechend geringer (vergleiche zum Beispiel 'Kauf einer Fabrik' und 'Kauf von Weichspüler'). Finanzierung und Garantieleistungen stehen, oftmals gesetzlich festgelegt, bereits vor bzw. kurz nach dem Kauf fest.
Das Konsumgütermarketing richtet sich an die Endstufe des Wirtschaftsprozesses, nämlich an den Konsumenten; hier sind drei Arten von Konsumgütern zu unterscheiden:
- convenience goods = Güter des täglichen Gebrauchs;
- shopping goods = Güter des gehobenen Bedarfs;
- specialty goods = Spezialgüter für den Haushalt.

Das Konsumgütermarketing kann man durch fünf Kriterien vom Investitions- und Dienstleistungsmarketing abgrenzen:
- Der Konsument ist selbst Nutzer und Nachfrager des Produktes
- Es handelt sich vor allem um Individualentscheidungen
- Große Anzahl von Abnehmern
- mehrstufige Distribution
- Marktanonymität und Massenkommunikation. Dieses Kriterium verliert aber an Bedeutung, da auch viele Handelsunternehmen durch Kundenkarten (z. B. Payback) Aufschlüsse über das Kaufverhalten ihrer Kunden gewinnen, Kundenprofile erstellen und die Kunden mit maßgeschneiderten Angeboten ansprechen (Customer-Relationship-Management).

Beim Investitionsgütermarketing prüfen oftmals Gruppen von Entscheidern mit verschiedenen Ausbildungen und Positionen alle Angebote genau (Buying Center); dagegen fallen bei Konsumgütern oft spontane, überwiegend emotional geprägte Kaufentscheidungen.
Beispiel: Kaugummi kaufen an der Kasse am Supermarkt. Die wenigsten Menschen denken bis zu diesem Moment an Kaugummi, der Bedarf wird während des Wartens geweckt und sofort befriedigt.
Das Konsumgütermarketing versucht mit Hilfe der Marktforschung, die Bedürfnisse der Kunden zu analysieren und daraus einen Marketing-Mix abzuleiten. Als Instrumente stehen dem Unternehmen das Produkt, der Preis, die Kommunikation und die Distribution zur Verfügung (die 4 P's: (englisch Product, Price, Place, Promotion)).
Da sich die Güter und Waren der Hersteller auf den Konsumgütermärkten weitgehend gleichen und es kaum Spezialanfertigungen gibt, wird viel mit dem Preis und der Kommunikation gearbeitet. Die Standardisierung vieler Produkte ermöglicht es dem Kunden, diese leicht zu vergleichen. Deshalb kommt hier auch der Markenpolitik eine wichtige Rolle zu, da die Marke zur Wiedererkennung der Produkte dient und hilft, das Produkt aus der Masse der Konkurrenz herauszuheben. Die Marke wird mit einem bestimmten, bewusst gestalteten Image versehen, das bei Betrachtung bewusst wird.
Die schnelle Wiedererkennung der Marken ist konform mit den schnellen Entscheidungsprozessen der Kunden.
In manchen Marktsegmenten, zum Beispiel Handys, Flachbildfernseher oder Digitalkameras, herrscht am Markt ein hoher Innovationsdruck:
die Hersteller unterliegen einem hohen Druck, schnell neue Produkte auf den Markt zu bringen (time-to-market).

## Marketingmix im Konsumgütermarketing

### Preis
- gesättigte Märkte, Preistransparenz, gebrochene Preise bspw. 0,99 €, 1,98 €,
- Händlermarge, starker Konkurrenzdruck, preissensible Kundschaft, bspw. Wie reagiert die Kundschaft auf eine Preiserhöhung bei XY? Haben sie eine hohe Markentreue oder weichen sie auf ein Substitutionsprodukt aus?

Bei einer Preisveränderung hängt die dadurch verursachte Absatz- und Umsatzänderung von der Preiselastizität des jeweiligen Produkts ab. Dies beschreibt und erklärt die Volkswirtschaftslehre.

### Distribution
Die Wahl der Distributionsform ist abhängig von der gewählten Unternehmensstrategie und kann demnach vielfältige Gründe haben. Zwei Formen sind zu unterscheiden:
1. Direkter Vertrieb
Der direkte Vertrieb erfolgt ohne die Einschaltung von Händlern, die zwischen Kunden und Unternehmen installiert sind. Bsp.: Vorwerk vertreibt seine Staubsauger nur über eigene Vertreter (Handelsreisende). Vorteil des direkten Vertriebs sind die absolute Kundennähe und die ausgezeichnete Steuerung der Aktivitäten. Durch geeignete Anreizsysteme kann man gezielt auf die Verkäufer einwirken. Des Weiteren werben diese ausschließlich für ein Unternehmen. Nachteilig wirken sich der hohe Aufwand und die Kosten aus.
2. Indirekter Vertrieb
Beim indirekten Vertrieb werden je nach Ausprägung ein oder mehrere Händler zwischen Kunde und Unternehmen gesetzt. Vorteile dieser Alternative sind die Flächenabdeckung und die Verbreitung, da das Filialnetz der Händler genutzt wird. Nachteilig wirken sich aus, dass die Einflussmöglichkeit auf Platzierung und Umfang der Werbung für die Produkte bei den Händlern gering ist.

Installierte Anreizsysteme können diese Effekte mildern, aber eine vollständige Kontrolle ist selbstverständlich nicht möglich. Weiterhin ist die Preisgestaltung eingeschränkt und es muss zum eigentlichen Abgabepreis immer die Händlermarge zugerechnet werden.

### Kommunikation
Wie wird für das Produkt geworben, wie wird die Zielgruppe erreicht?
Radio, Fernsehen, Printmedien, Internet, Plakate, Mailings, Aktionsstand im Supermarkt?

### Produkt
Produkte der Konsumgüterindustrie können Gebrauchs- oder Verbrauchsgüter sein.
Die Produkt-, Preis- und Kommunikationspolitik hängt maßgeblich von der Positionierungsstrategie ab. Eine Massenmarktstrategie (Preis-Mengen-Strategie) führt eher zur Entwicklung von Standardprodukten und niedrigen Preisen. Eine Präferenzstrategie (Image-Strategie) führt eher zu individuellen Produkten und höheren Preisen.
Beispiele:
Medion ist ein typisches Beispiel für eine Massenmarktstrategie. Große Mengen, Standardprodukte, niedrige Preise und Adressierung des Massenmarktes durch Nutzung der Aldi-Märkte.
BMW kann als Beispiel für eine Präferenzstrategie herangezogen werden. Individualisierbare Produkte, hohe Preise und Adressierung bestimmter Marktsegmente.
Viele Unternehmen der Konsumgüterindustrie versuchen eine Massenmarktstrategie mit individuellen Produkten zu kombinieren. Dell beispielsweise bietet Build-to-Order-PC-Systeme an.